# 周瑛 (成化進士)
周瑛（1430年—1518年），字梁石，自号蒙中子、白贲道人，晚号翠渠。福建莆田人。明朝政治人物。

## 生平
宣德五年（1430年）出生。早年隨朱煜、叶峦學習，後從吴时耕學習。景泰癸酉（1453年）乡试，主司聂大年甚重之，置第二，後屢試不中。成化五年（1469年）成進士，成化七年（1471年），知廣德直隸州（今屬安徽），有善政，“为其州多溺女”，作《戒杀女歌》，朝廷賜敕旌異。歷官南京禮部郎中、撫州（今屬江西）知府。弘治初年，吏部王恕起为四川参政，後為四川右布政使。弘治十三年（1500年）致仕。武宗正德十三年（1518年）卒。

## 著作
周瑛工書法。致仕後與黃仲昭同修《興化府志》。
知廣德州時，曾作《祠山雜辯》。。

## 家族
曾祖父周正甫，祖父周世，父周舉。
有從兄周莹。